# Bakoven
Bakoven – przedmieście mieszkalne położone w południowo-zachodniej części dzielnicy Camps Bay w Kapsztadzie.

## Etymologia nazwy
Etymologia nazwy Bakoven prawdopodobnie sięga czasów osadnictwa holenderskiego, kiedy to Holenderska Kompania Wschodnioindyjska założyła Kapsztad. Bakoven jako przedmieście owego  miasta prawdopodobnie zostało nazwane od pobliskiej skały Bakoven Rock. Samo słowo „Bakoven” to zestawienie dwóch słów w języku niderlandzkim: bakken (‛piec’) i oven (‛piekarnik’), co w dosłownym tłumaczeniu brzmi: piekarnik do pieczenia.

## Demografia
Miejscowość w 2011 zamieszkiwało 2209 osób.
| Barwa skóry | Procent populacji |
| ----------- | ----------------- |
| Biali       | 83%               |
| Czarni      | 11%               |
| Koloredzi   | 3%                |
| Inne        | 3%                |

| Język ojczysty | Procent populacji |
| -------------- | ----------------- |
| angielski      | 73%               |
| afrikaans      | 14%               |
| inne           | 13%               |